# 인튜이티브 서지컬
인튜이티브 서지컬(Intuitive Surgical, Inc.)은 최소 침습 수술, 특히 다빈치 수술 시스템을 통해 환자의 임상 결과를 개선하도록 설계된 로봇 제품을 개발, 제조 및 판매하는 미국의 생명공학 회사이다. 이 회사는 나스닥 100 및 S&P 500의 일부이다. 2021년 12월 31일 현재 인튜이티브 서지컬은 미국 4,139개, 유럽 1,199개, 아시아 1,050개, 나머지 지역 342개를 포함하여 6,730개의 다빈치 수술 시스템(da Vinci Surgical Systems) 설치 기반을 보유하고 있다.
인튜이티브 서지컬은 2024년 포춘 500대 기업 목록에서 497위로 데뷔했다.